# Grandwood Park, Illinois
Grandwood Park là một nơi ấn định cho điều tra dân số thuộc quận Lake, tiểu bang Illinois, Hoa Kỳ. Năm 2010, dân số của nơi ấn định cho điều tra dân số này là 5202 người.

## Dân số
Dân số qua các năm:
- Năm 2000: 4521 người.
- Năm 2010: 5202 người.